# أليس (مسلسل)
أليس (بالإنجليزية: Alice)‏ هو مسلسل كوميدي تم إنتاجه في الولايات المتحدة. بدأ عرضه في سنة 1976 على سي بي إس. بلغ عدد مواسم المسلسل 9 مواسم، بلغ عدد حلقاته 202 حلقة، وتبلغ مدة الحلقة الواحدة 25 دقيقة. تم بث المسلسل لأول مرة بتاريخ 31 أغسطس 1976 بينما تم بث آخر حلقة منه بتاريخ 19 مارس 1985 بعد أن استمر لقرابة 9 أعوام. من بطولة ليندا لافين، فيك تايباك وبيث هولاند. فاز المسلسل بجائزة غولدن غلوب لأفضل مسلسل موسيقي أو كوميدي.

## روابط خارجية
- أليس على موقع IMDb (الإنجليزية)
- أليس على موقع ميتاكريتيك (الإنجليزية)
- أليس على موقع روتن توميتوز (الإنجليزية)
- أليس على موقع كينوبويسك (الروسية)
- أليس على موقع ألو سيني (الفرنسية)
- أليس على موقع قاعدة بيانات الفيلم (الإنجليزية)